# Weygand Tibor
Weygand Tibor (Alcsút, 1905. november 27. – Budapest, 1965. július 12.) dalénekes, az 1930-40-es évek egyik legnépszerűbb előadója, számos egykori slágert elénekelt, az egyik első magyar hangosfilm-zeneszerző és énekes.

## Élete
Weigand József és Czeiner Mária fia. Iskoláit Budapesten végezte. Fiatalon feltűnt kellemes tenorhangjával. A Zeneakadémia elvégzése után több vidéki – Miskolc, Debrecen, Pécs, Szeged – és fővárosi – Víg, Royal Orfeum, Komédia Orfeum, Király – színházban is fellépett. Barátja, Polgár Tibor révén a rádió is foglalkoztatta, eleinte füttyművészként, később énekesként is. A rádióban énekelt táncdalainak többsége sláger lett.
Ott volt a hangosfilmek bölcsőjénél. A nevető Budapest filmben két saját számát – Köszönöm, kicsikém; Ne haragudjon rám – énekelte. Számos filmben szerepelt ezután is, elsősorban énekes közreműködőként. A harmincas években vele készült a legtöbb hanglemez, a Columbia Gramofon Társaság  is foglalkoztatta. Sikeresen szerepelt külföldön  – London, Bécs valamint Franciaország és Németország több városában – is. A negyvenes évektől csökkent népszerűsége. Az új irányzatok nem kedveztek az ő stílusának. A háború után még feltűnt az ORI egy-egy műsorában, de a rádió és a hanglemezgyár már nem foglalkoztatta. Polgári foglalkozást választott, a Technoimpex tisztviselőjeként ment nyugdíjba. Két évtizedes pályafutása alatt közel 1500 dalt énekelt lemezre. Ennek ellenére neve – Kalmár Pálhoz hasonlóan – feledésbe merült, pedig ő volt az első énekes, akire a legnagyobb hatást tette az Európába is beszivárgó dzsessz.  A szvingkorszak meghatározó énekese volt. Több mai együttes – például a Hot Jazz Band – feldolgozásaiban is felismerhető jellegzetes, a harmincas évek hangulatát, hangkulisszáját idéző énekstílusa.

## Legismertebb slágerei
- Budán, este 10 után. (Szántó Armand–Erdélyi Mihály)
- Teve van egypúpú.[4]  (Ábrahám Pál–Harmath Imre)
- Pardon, pardon, szenyóra. (Brodszky Miklós–Harmath Imre)
- Legyen a Horváth kertben, Budán[5] (Lajtai Lajos–Békeffi István)
- Van Budán egy kis kocsma. (Fényes Szabolcs–Szilágyi László)
- Álmomban egyszer. (Szabó Kálmán)
- Orgonavirág, gyógyítsd meg a lelkemet. (Buday Dénes–Füredi Imre)
- Engem még nem szeretett senki. (Seress Rezső)
- Voltál-e már boldog Pesten? (Hajdú Imre–Szilágyi László)
- Szerelemhez nem kell szépség. (Eisemann Mihály–Szilágyi László)

## Diszkográfia
- Kemény Egon: Ma éjjel (Válogatás az Országos Széchényi Könyvtár Kemény Egon-gramofonfelvételeiből 1927-1947), 2021 Szerenád Média Kft. CD
  1. Kemény Egon – Szécsén Mihály: Kedves Helén (1937, vidám foxtrott), Weygand Tibor, Buttola Ede Pátria-Swing Zenekara
  2. Kemény Egon – Szécsén Mihály: Ma éjjel úgy zokog a gitárom (1941, olasz tangószerenád)  Weygand Tibor, Odeon tánczzenekar
  3. Kemény Egon – Rákosi János: Mondd meg nekem (1942, dalkeringő) Weygand Tibor, Odeon tánczzeneka

## Filmszerepek, közreműködések
| - Nevető Budapest (1930) - önmaga - Meseautó (1934) - énekes - Emmy (1934) - énekes - A csúnya lány (1935) - Dunaparti randevú (1936, ének) - Lovagias ügy (1936-37) - A 111-es (1937) - Háromszázezer pengő az utcán (1937) - Tokaji rapszódia (1937) | - Szerelemből nősültem (1937) - jazzénekes - Magyar triangulum (1937, rövid) - önmaga, énekes - Cifra nyomorúság (1938) - Azur express (1938) - énekes férfi a vonaton - Varjú a toronyórán (1938) - Az örök titok (1938) - kocsmai zenész - Karosszék (1939) - Tangóharmonika-parádé (1942, rövid) - Nehéz kesztyűk (1957) - francia újságíró |

## Hang és kép
- Engem még nem szeretett senki[halott link]
- Egy kis édes félhomályban[halott link]
- Kevés nekem
- Kép: Rátz Valival